# Выборы в Законодательное собрание Тверской области (2016)
Выборы депутатов Законодательного собрания Тверской области шестого созыва состоялись в Тверской области 18 сентября 2016 года в единый день голосования, одновременно с выборами в Государственную думу РФ и выборами губернатора Тверской области. Выборы прошли по смешанной избирательной системе: из 40 депутатов 20 были избраны по партийным спискам (пропорциональная система), другие 20 — по одномандатным округам (мажоритарная система). Для попадания в заксобрание по пропорциональной системе партиям необходимо преодолеть 5%-й барьер. Срок полномочий депутатов — пять лет.
На 1 июля 2016 года в области было зарегистрировано 1 088 982 избирателя. Явка составила 41,41 %.

## Ключевые даты
- 16 июня Законодательное собрание Тверской области назначило выборы на 18 сентября 2016 года (единый день голосования).[2]
  - 17 июня постановление о назначении выборов было опубликовано в СМИ.[2]
- 17 июня Избирательная комиссия Тверской области утвердила календарный план мероприятий по подготовке и проведению выборов.[2]
- с 23 июня по 23 июля — период выдвижения кандидатов и списков.[2]
  - агитационный период начинается со дня выдвижения и заканчивается и прекращается за одни сутки до дня голосования.[2]
- по 28 июля — период представления документов для регистрации кандидатов и списков.[2]
- с 20 августа по 16 сентября — период агитации в СМИ.[2]
- 17 сентября — день тишины.[2]
- 18 сентября — день голосования.

## Участники

### Выборы по партийным спискам
По единому округу партии выдвигали списки кандидатов. Для регистрации выдвигаемого списка партиям требовалось собрать 0,5 % подписей от числа избирателей.
| 1 | Яблоко                                          | Александр Сорокин • Ольга Лукина • Владимир Боярский     | 17 | 47 | зарегистрирован                                                        |
| 2 | Справедливая Россия                             | Алексей Чепа • Эдуард Белых • Андрей Русаков             | 20 | 62 | зарегистрирован                                                        |
| 3 | ЛДПР — Либерально-демократическая партия России | Владимир Жириновский • Антон Морозов • Владимир Барастов | 20 | 55 | зарегистрирован                                                        |
| 4 | Единая Россия                                   | Игорь Руденя • Андрей Белоцерковский • Лилия Корниенко   | 20 | 62 | зарегистрирован                                                        |
| 5 | Коммунистическая партия Российской Федерации    | Людмила Воробьёва • Андрей Истомин • Артём Гончаров      | 20 | 60 | зарегистрирован                                                        |
| 6 | Коммунисты России                               | Илья Клейменов • Михаил Ноин • Татьяна Логинова          | 13 | 41 | зарегистрирован                                                        |
| — | Родина                                          | Максим Ларин • Вадим Дешёвкин • Игорь Губченко           | 20 | 62 | отказано в регистрации (выявлено более 10 % недействительных подписей) |
| — | Партия пенсионеров                              | Александр Гришин • Мария Антонова • Наталья Болтина      | 13 | 40 | отказано в регистрации (выявлено более 10 % недействительных подписей) |
| *Региональная группа соответствует одному одномандатному округу и должна включать 3 кандидатов. Региональных групп должно быть от 10 до 20. |                                                 |                                                          |    |    |                                                                        |
| **Без учёта выбывших кандидатов. Общее число кандидатов должно быть не более 63 человек.                                                    |                                                 |                                                          |    |    |                                                                        |

### Выборы по округам
По 25 одномандатным округам кандидаты выдвигались как партиями, так и путём самовыдвижения. Кандидатам требовалось собрать 3 % подписей от числа избирателей соответствующего одномандатного округа.
| Партия | Партия              | Кандидатов | Кандидатов       |
| Партия | Партия              | Выдвинуто  | Зарегистрировано |
| ------ | ------------------- | ---------- | ---------------- |
|        | Единая Россия       | 20         | 20               |
|        | Коммунисты России   | 7          | 6                |
|        | КПРФ                | 20         | 20               |
|        | ЛДПР                | 18         | 18               |
|        | Родина              | 2          | 0                |
|        | Партия пенсионеров  | 6          | 0                |
|        | Справедливая Россия | 20         | 20               |
|        | Яблоко              | 14         | 13               |
|        | Самовыдвижение      | 14         | 1                |
| Всего  | Всего               | 121        | 98               |

## Результаты
| Место                      | Место                      | Партия                     | по областным спискам | по областным спискам | по областным спискам | по одно- мандатным округам | всего         | всего  |
| Место                      | Место                      | Партия                     | Голоса               | %                    | Получено мест        | Получено мест              | Получено мест | %      |
| -------------------------- | -------------------------- | -------------------------- | -------------------- | -------------------- | -------------------- | -------------------------- | ------------- | ------ |
|                            | 1.                         | «Единая Россия»            | 208 169              | 46,47 %              | 11                   | 20                         | 31            | 77,5 % |
|                            | 2.                         | ЛДПР                       | 79 704               | 17,79 %              | 4                    | 0                          | 4             | 10,0 % |
|                            | 3.                         | КПРФ                       | 72 457               | 16,17 %              | 3                    | 0                          | 3             | 7,5 %  |
|                            | 4.                         | «Справедливая Россия»      | 51 244               | 11,44 %              | 2                    | 0                          | 2             | 5,0 %  |
|                            |                            |                            |                      |                      |                      |                            |               |        |
|                            | 5.                         | «Яблоко»                   | 13 510               | 3,02 %               | 0                    | 0                          | 0             | 0 %    |
|                            | 6.                         | «Коммунисты России»        | 10 117               | 2,26 %               | 0                    | 0                          | 0             | 0 %    |
|                            |                            | Самовыдвижение             | —                    | —                    | —                    | 0                          | 0             | 0 %    |
| Недействительные бюллетени | Недействительные бюллетени | Недействительные бюллетени | 12 802               | 2,86 %               |                      |                            |               |        |
| Всего                      | Всего                      | Всего                      | 448 003              | 100 %                | 20                   | 20                         | 40            | 100 %  |